# Paya Dua (Banda Baro)
Paya Dua is een bestuurslaag in het regentschap Aceh Utara van de provincie Atjeh, Indonesië. Paya Dua telt 1012 inwoners (volkstelling 2010).